# نورمان سوندرز (رسام توضيحي)
نورمان سوندرز (بالإنجليزية: Norman Saunders)‏ هو رسام توضيحي أمريكي، ولد في 1907 في منيابولس في الولايات المتحدة، وتوفي في 7 مارس 1989 في كولمبوس في الولايات المتحدة.

## وصلات خارجية
- الموقع الرسمي